# Charles Horter
Charles Horter est un skipper américain né le 27 avril 1948 à Philadelphie.

## Carrière
Charles Horter remporte, lors des Jeux olympiques d'été de 1972 à Munich, la médaille de bronze dans la catégorie des Dragon.